# Orden de la Bandera Roja del Trabajo
La Orden de la Bandera Roja del Trabajo (en ruso: Орден Трудового Красного Знамени, romanizado: Orden Trudovogo Krasnogo Znameni) era una  orden de la Unión Soviética establecida para honrar grandes hazañas y servicios al estado y la sociedad soviéticos en los campos de la producción, ciencia, cultura, literatura, artes, educación, salud, social y otras esferas de actividades laborales. Es la contraparte laboral de la militar Orden de la Bandera Roja. Algunas instituciones y fábricas, que son el orgullo de la Unión Soviética, también recibieron la condecoración. La Orden de la Bandera Roja del Trabajo fue el tercer premio civil más alto de los concedidos por la Unión Soviética, después de la Orden de Lenin y la Orden de la Revolución de Octubre. 

## Historia
La Orden de la Bandera Roja del Trabajo en principio era concedido únicamente por la República Socialista Federativa Soviética de Rusia (RSFSR de Rusia) el 28 de diciembre de 1920. El equivalente de toda la Unión fue establecido por Decreto del Presídium del Sóviet Supremo de la Unión Soviética el 7 de septiembre de 1928, y finalmente aprobado por decreto el 15 de septiembre de 1928. El estatuto y los reglamentos de concesión de la Orden fueron modificados por múltiples decretos sucesivos del Presídium del Sóviet Supremo de la URSS, el 7 de mayo de 1936, el 19 de junio de 1943, el 28 de marzo de 1980, y, finalmente, el 18 de julio de 1980.

## Estatuto
La Orden de la Bandera Roja del Trabajo se otorgaba a ciudadanos de la URSS, a empresas, asociaciones, instituciones, organizaciones y repúblicas autónomas aliadas, territorios, regiones autónomas, distritos, ciudades y otras localidades; también se puede otorgar a personas que no sean ciudadanos de la URSS, así como a empresas, instituciones y organizaciones situadas en países extranjeros:
La Orden de la Bandera Roja del Trabajo se otorgaba, en los siguientes casosː
- Por grandes logros en el desarrollo de la industria, la agricultura, la ganadería, la construcción, el transporte y otros sectores de la economía, con el fin de mejorar la eficiencia de la producción social;
- Por las tasas de crecimiento más altas en la productividad laboral, mejora de la calidad del producto, desarrollo e introducción de procesos de fabricación más avanzados;
- Por resultados consistentemente altos en la implementación y el cumplimiento de las asignaciones planificadas y las obligaciones socialistas asumidas;
- Por avances importantes en el aumento de la productividad de los cultivos agrícolas y la productividad de la cría de ganado, el aumento de la producción manufacturera y las ventas de productos agrícolas estatales;
- Por contribuciones al desarrollo de la ciencia y la tecnología, la introducción de los últimos logros en la economía nacional, por invenciones e innovaciones de gran importancia técnico-económica;

- Por contribuciones al fortalecimiento de la defensa nacional;
- Por actividades muy fructíferas en la cultura, la literatura y las artes soviéticas;
- Por contribuciones en educación y educación política comunista para las generaciones más jóvenes, en capacitación altamente especializada, salud, comercio, restauración, vivienda, servicios públicos, vivienda, servicios públicos;
- Por logros especiales en el desarrollo de la cultura física y los deportes;
- Por importantes logros en el campo del estado y las actividades públicas, el fortalecimiento de la legalidad socialista y el estado de derecho;
- Por grandes logros en la cooperación económica, científica, técnica y cultural entre la URSS y otros estados.[1][5]

La Orden de la Bandera Roja del Trabajo podía otorgarse varias veces al mismo destinatario por diferentes hechos.
Cada medalla venía con un certificado de premio, este certificado se presentaba en forma de un pequeño folleto de cartón de 8 cm por 11 cm con el nombre del premio, los datos del destinatario y un sello oficial y una firma en el interior. Por decreto del 5 de febrero de 1951 del Presídium del Sóviet Supremo de la URSS, se estableció que la medalla y su certificado quedarían en manos de la familia tras la muerte del beneficiario.
La Orden de la Bandera Roja del Trabajo se llevaba en el lado izquierdo del pecho y en presencia de otras órdenes y medallas de la URSS, se colocaba inmediatamente después de la Orden de la Bandera Roja. Si se usa en presencia de órdenes o medallas de la Federación de Rusia, estas últimas tienen prioridad.

## Descripción

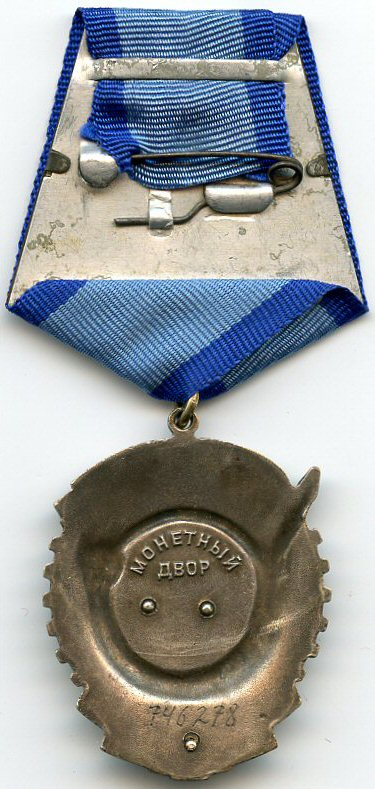
Reverso de la orden

El diseño de la Orden de la Bandera Roja del Trabajo evolucionó a lo largo de los años. Su diseño original, denominado «tipo 1» fue modificado en 1936, esta nueva variante se identificará como «tipo 2».

### Tipo 1
La Orden "tipo 1" consistía en una insignia de plata de 38 mm de ancho por 43 mm de alto en forma de rueda dentada, 
En el anverso, en el centro, un disco bordeado a lo largo de todo su diámetro exterior por panículas de trigo. Sobresale por debajo de la mitad inferior del disco central, un triángulo rojo esmaltado apuntando hacia abajo. En el disco central al fondo, una central hidroeléctrica, en el centro, una hoz y un martillo dorados, en la parte superior, una bandera roja ondeando con la inscripción «¡Proletarios del mundo, uníos!» (Ruso: «Пролетарии всех стран, соединяйтесь!»). En la parte inferior de la rueda dentada, la inscripción en relieve «URSS» (en ruso: «СССР») en un escudo horizontal estilizado dividido en dos por una rueda dentada más pequeña que encaja en la más grande. 
En el reverso, por lo demás liso, un hueco en el centro con un poste roscado, dos remaches utilizados para asegurar la hoz y el martillo y el número de serie del premio grabado en la parte inferior opuesta a la inscripción "URSS". La Orden se aseguraba a la ropa con un arreglo de tuercas y tornillos roscados. Las primeras nueces tenían 28 mm de diámetro, las posteriores medían 32 mm. 

### Tipo 2
La Orden "tipo 2" también consistía en una insignia de plata en forma de rueda dentada, que medía 38 mm de ancho por 44 mm de alto. 
En el anverso, en la circunferencia inferior de la rueda dentada, la inscripción en relieve «¡Proletarios del mundo, uníos!» (Ruso: "Пролетарии всех стран, соединяйтесь!"), Debajo de la rueda dentada, una estrella de cinco puntas en relieve esmaltada en rojo superpuesta a un escudo del que sobresalen cuatro panículas cortas de trigo a izquierda y derecha. En el centro, un disco rodeado por una corona dorada de hojas de roble con la imagen en relieve de una central hidroeléctrica, debajo de la presa, agua esmaltada en azul, en el centro del disco, la hoz y el martillo dorados, desde el lado interior izquierdo del disco, un mástil dorado que lleva una pancarta esmaltada roja ondeando que sobresale del disco central, cubriendo la parte superior de la rueda dentada y sobresaliendo más allá de su borde superior exterior en el que «URSS» (Ruso: «СССР») está inscrito en letras doradas. A lo largo de la circunferencia exterior de la corona del disco central, ranuras esmaltadas blancas espaciadas equitativamente en la rueda dentada. 
En el reverso, por lo demás liso, un hueco cóncavo en el centro que lleva un poste roscado, ocho remaches (solo tres remaches en la variante del poste 1943) utilizados para asegurar las diversas partes a la insignia y el número de serie del premio grabado en la parte inferior debajo del hueco. La Orden se aseguraba a la ropa con un tornillo roscado y una tuerca de 33 mm de diámetro 
Las primeras variantes de la Orden eran insignias atornilladas para permitir su uso en la ropa. Las variantes posteriores (a partir de 1943) estaban aseguradas con un anillo a través del lazo de suspensión de la medalla a una montura pentagonal cubierta por una cinta de muaré de seda azul claro superpuesta de 24 mm de ancho con 4 mm. franjas anchas de borde azul oscuro.

## Medallas y cintas
| Primer tipo | Segundo tipo |
| ----------- | ------------ |
|             |              |
| 1931–1936   | 1936–1943    |